# NGC 6477
NGC 6477 est une lointaine galaxie lenticulaire située dans la constellation du Dragon. Sa vitesse par rapport au fond diffus cosmologique est de 13 918 ± 4 km/s, ce qui correspond à une distance de Hubble de 205 ± 14 Mpc (∼669 millions d'al). NGC 6477 a été découverte par l'astronome américain Lewis Swift en 1886.
Note : Les galaxies NGC 6456, NGC 6463, NGC 6470, NGC 6471, NGC 6472, et NGC 6477 sont assez près l'une de l'autre sur la sphère céleste. L'attribution d'un numéro NGC à ces galaxies demandent certaines hypothèses. Aussi, l'indentification de celles-ci doit être considérée comme incertaine, mais elle est probablement correcte. Harold Corwin a écrit un texte assez fouillé à ce sujet.